# Rachel Weisz

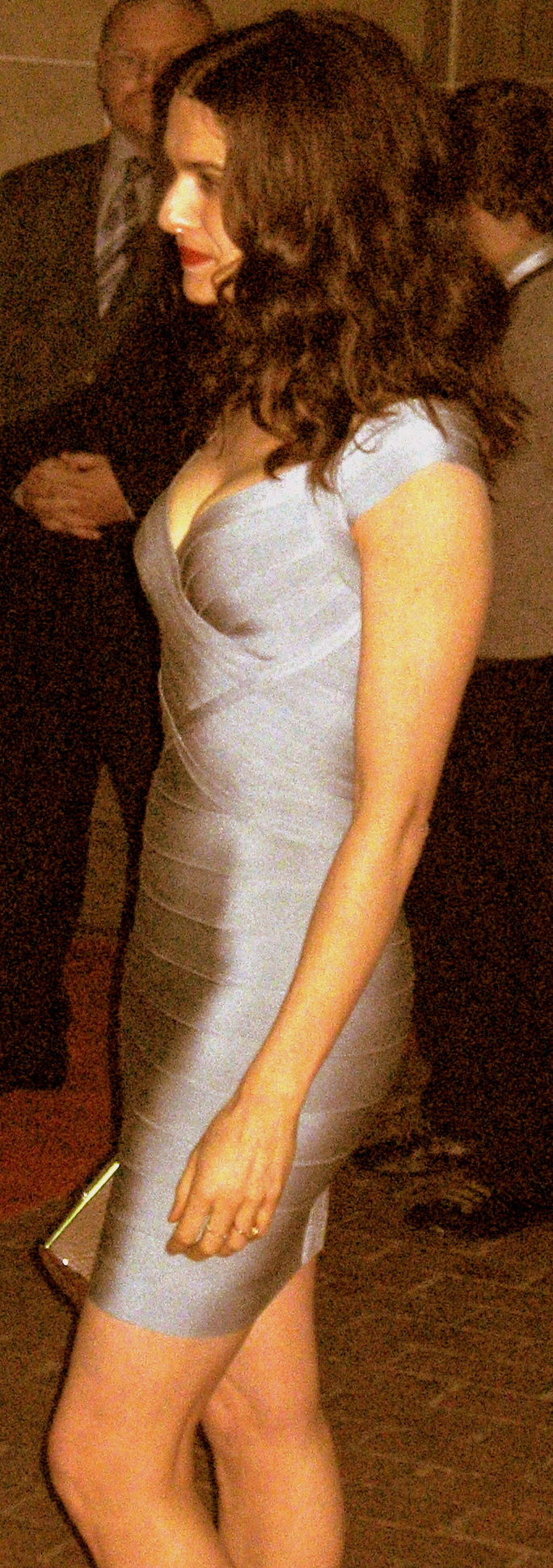
Rachel Weisz (2008)

Rachel Hannah Weisz /ˈreɪtʃəl ˈvaɪs/ (ur. 7 marca 1970 w Londynie) – brytyjska aktorka, laureatka Oscara za drugoplanową rolę w filmie Wierny ogrodnik.

## Życiorys
W latach 30. XX w. zarówno rodzina matki pochodząca z Austrii, jak i rodzina ojca z Węgier (pochodzenia żydowskiego), uciekły przed prześladowaniami do Wielkiej Brytanii.
W wieku 14 lat otrzymała propozycję gry w Królu Dawidzie w reżyserii Bruce’a Beresforda. Spotkało się to ze sprzeciwem jej ojca, który zagroził opuszczeniem rodziny, jeżeli córka wystąpi w tym filmie.
Rachel Weisz studiowała od roku 1988 anglistykę w Trinity Hall na Uniwersytecie Cambridge . W czasie studiów zaczęła się pojawiać w studenckich przedstawieniach. Przełomowa była rola Gildy w musicalu West End, w Gielgud Theatre. Na ekranie zadebiutowała w miniserialu telewizyjnym Czerwone i czarne. Karierę filmową rozpoczęła w 1996 roku w filmie Bernardo Bertolucciego Ukryte pragnienia. Rozgłos zyskała rolą w wojennym filmie Wróg u bram o obronie Stalingradu, jednak popularność przyniosła jej rola w filmie przygodowym Mumia. Otrzymała Oscara za rolę w filmie Wierny ogrodnik za najlepszą kobiecą rolę drugoplanową.

## Życie prywatne
Była partnerką reżysera Darrena Aronofsky’ego, z którym zaręczyła się w 2005 roku. Para ma syna Henry’ego Chance’a (ur. 31 maja 2006). W 2010 roku zaczęła spotykać się z aktorem Danielem Craigiem, którego poznała na planie filmu Dom snów. Pobrali się 22 czerwca 2011 w Nowym Jorku podczas prywatnej ceremonii w obecności córki Daniela – Elli i syna Rachel – Henry’ego. W 2018 urodziła im się córka.

## Filmografia
| Filmy |                                                               |                                    |                                                   |                        |                      |
| Rok   | Tytuł oryginalny                                              | Tytuł polski                       | Rola                                              | Uwagi                  | Źr                   |
| 1994  | Death Machine                                                 | Maszyna śmierci                    | młodszy zarządca                                  |                        | [ 10 ] [ 11 ]        |
| 1994  | White Goods                                                   | –                                  | Elaine                                            |                        | [ 10 ] [ 12 ]        |
| 1996  | Chain Reaction                                                | Reakcja łańcuchowa                 | dr Lily Sinclair                                  |                        | [ 10 ] [ 11 ]        |
| 1996  | Stealing Beauty                                               | Ukryte pragnienia                  | Miranda Fox                                       |                        | [ 10 ] [ 11 ]        |
| 1997  | Bent                                                          | Piętno                             | prostytutka                                       |                        | [ 10 ] [ 11 ]        |
| 1997  | Going All the Way                                             | Na całość                          | Marty Pilcher                                     |                        | [ 10 ] [ 11 ]        |
| 1997  | Swept from the Sea                                            | Kochankowie sztormowego morza      | Amy Foster                                        |                        | [ 10 ] [ 11 ]        |
| 1998  | I Want You                                                    | Pragnę cię                         | Helen                                             |                        | [ 10 ] [ 11 ]        |
| 1998  | The Land Girls                                                | Dziewczyny z farmy                 | Ag (Agapanthus)                                   |                        | [ 10 ] [ 11 ] [ 13 ] |
| 1999  | The Mummy                                                     | Mumia                              | Evelyn Carnahan                                   |                        | [ 10 ] [ 11 ] [ 13 ] |
| 1999  | Sunshine                                                      | Kropla słońca                      | Greta                                             |                        | [ 10 ] [ 11 ]        |
| 1999  | Tube Tales                                                    | Opowieści z metra                  | Angela                                            | w noweli pt. „Rosebud” | [ 10 ] [ 11 ]        |
| 2000  | Beautiful Creatures                                           | Piękne istoty                      | Petula                                            |                        | [ 10 ] [ 11 ]        |
| 2000  | This Is Not an Exit: The Fictional World of Bret Easton Ellis | –                                  | Lauren Hynde                                      |                        | [ 10 ] [ 11 ]        |
| 2001  | Enemy at the Gates                                            | Wróg u bram                        | Tania Chernova                                    |                        | [ 10 ] [ 11 ]        |
| 2001  | The Mummy Returns                                             | Mumia powraca                      | Evelyn Carnahan O’Connell / księżniczka Nefertiri |                        | [ 10 ] [ 11 ] [ 13 ] |
| 2002  | About a Boy                                                   | Był sobie chłopiec                 | Rachel                                            |                        | [ 10 ] [ 11 ]        |
| 2003  | Confidence                                                    | Przekręt doskonały                 | Lily                                              |                        | [ 10 ] [ 11 ]        |
| 2003  | The Shape of Things                                           | Kształt rzeczy                     | Evelyn Ann Thompson                               | także producent        | [ 10 ] [ 11 ]        |
| 2003  | Runaway Jury                                                  | Ława przysięgłych                  | Marlee                                            |                        | [ 10 ] [ 11 ]        |
| 2004  | Envy                                                          | Zawiść                             | Debbie Dingman                                    |                        | [ 10 ] [ 11 ]        |
| 2005  | Constantine                                                   | –                                  | Angela Dodson / Isabel Dodson / Mammon            |                        | [ 10 ] [ 11 ]        |
| 2005  | The Constant Gardener                                         | Wierny ogrodnik                    | Tessa Quayle                                      |                        | [ 10 ] [ 11 ] [ 13 ] |
| 2006  | The Fountain                                                  | Źródło                             | Isabel Creo                                       |                        | [ 10 ] [ 11 ] [ 13 ] |
| 2006  | Eragon                                                        | –                                  | Saphira (głos)                                    |                        | [ 10 ] [ 11 ]        |
| 2007  | Fred Claus                                                    | Fred Claus, brat świętego Mikołaja | Wanda                                             |                        | [ 10 ] [ 11 ]        |
| 2007  | My Blueberry Nights                                           | Jagodowa miłość                    | Sue Lynne                                         |                        | [ 10 ] [ 11 ]        |
| 2008  | Definitely, Maybe                                             | Na pewno, być może                 | Summer Hartley                                    |                        | [ 10 ] [ 11 ]        |
| 2008  | The Brothers Bloom                                            | Niesamowici bracia Bloom           | Penelope                                          |                        | [ 10 ] [ 11 ]        |
| 2009  | The Lovely Bones                                              | Nostalgia anioła                   | Abigail Salmon                                    |                        | [ 10 ] [ 11 ]        |
| 2009  | Agora                                                         | –                                  | Hypatia                                           |                        | [ 10 ] [ 11 ]        |
| 2010  | The Whistleblower                                             | Niewygodna prawda                  | Kathryn Bolkovac                                  |                        | [ 10 ] [ 11 ]        |
| 2011  | 360                                                           | 360. Połączeni                     | Rose                                              |                        | [ 10 ] [ 11 ]        |
| 2011  | Dream House                                                   | Dom snów                           | Libby Atenton                                     |                        | [ 10 ] [ 11 ]        |
| 2011  | The Deep Blue Sea                                             | Głębokie błękitne morze            | Hester Collyer                                    |                        | [ 10 ] [ 11 ]        |
| 2012  | The Bourne Legacy                                             | Dziedzictwo Bourne’a               | dr Marta Shearing                                 |                        | [ 10 ] [ 11 ]        |
| 2013  | Oz the Great and Powerful                                     | Oz: Wielki i potężny               | Evanora                                           |                        | [ 10 ] [ 11 ]        |
| 2015  | The Lobster                                                   | Lobster                            | krótkowzroczna kobieta                            |                        | [ 10 ] [ 11 ] [ 13 ] |
| 2015  | Youth                                                         | Młodość                            | Lena Ballinger                                    |                        | [ 10 ] [ 14 ]        |
| 2016  | Complete Unknown                                              | Nieznajoma                         | Alice Manning                                     |                        | [ 10 ] [ 11 ]        |
| 2016  | The Light Between Oceans                                      | Światło między oceanami            | Hannah Roennfeldt                                 |                        | [ 10 ] [ 11 ]        |
| 2016  | Denial                                                        | Kłamstwo                           | Deborah Lipstadt                                  |                        | [ 10 ] [ 11 ] [ 13 ] |
| 2017  | My Cousin Rachel                                              | Moja kuzynka Rachela               | Rachel Ashley                                     |                        | [ 10 ] [ 11 ] [ 13 ] |
| 2017  | Disobedience                                                  | Nieposłuszne                       | Ronit Krushka                                     |                        | [ 10 ] [ 11 ] [ 13 ] |
| 2017  | The Mercy                                                     | Na głęboką wodę                    | Clare Crowhurst                                   |                        | [ 10 ] [ 11 ] [ 13 ] |
| 2018  | The Favourite                                                 | Faworyta                           | Sarah Churchill, księżna Marlborough              |                        | [ 10 ] [ 11 ] [ 15 ] |
| 2021  | Black Widow                                                   | Czarna Wdowa                       | Melina Vostokoff                                  |                        | [ 10 ] [ 11 ] [ 16 ] |
| 2023  | Love Child                                                    | –                                  |                                                   |                        | [ 10 ] [ 17 ]        |
| 2023  | Seance on a Wet Afternoon                                     | –                                  | Myra Savage                                       |                        | [ 10 ] [ 18 ]        |

| Produkcje telewizyjne |                           |                           |                                     |                                                                          |                      |
| Rok                   | Tytuł oryginalny          | Tytuł polski              | Rola                                | Uwagi                                                                    | Źr                   |
| 1992                  | Advocates II              | –                         | Sarah Thompson                      | film telewizyjny                                                         | [ 10 ]               |
| 1993                  | Sweating Bullets          | Żar tropików              | Joey                                | serial telewizyjny                                                       | [ 10 ]               |
| 1993                  | Inspector Morse           | Sprawy inspektora Morse’a | Arabella Baydon                     | serial telewizyjny                                                       | [ 10 ] [ 11 ]        |
| 1993                  | The Scarlet and the Black | Czerwone i czarne         | Mathilde de la Mole                 | miniserial telewizyjny                                                   | [ 10 ] [ 11 ]        |
| 1994                  | Seventeen                 | –                         |                                     | film krótkometrażowy                                                     | [ 10 ]               |
| 1994                  | Screen Two                | –                         | Becca                               | serial telewizyjny, odcinek: „Dirtysomething”                            | [ 10 ]               |
| 1998                  | My Summer with Des        | Piłkarski romans          | Rosie                               | film telewizyjny                                                         | [ 10 ] [ 19 ]        |
| 2010                  | The Simpsons              | Simpsonowie               | dr Thurmond (głos)                  | serial telewizyjny, odcinek: „How Munched Is That Birdie in the Window?” | [ 10 ] [ 11 ]        |
| 2011                  | Page Eight                | Ósma strona               | Nancy Pierpan                       | film telewizyjny                                                         | [ 10 ] [ 20 ]        |
| 2023                  | Dead Ringers              | –                         | bliźniaczki Beverly i Elliot Mantle | serial telewizyjny                                                       | [ 10 ] [ 21 ] [ 22 ] |

## Nagrody
- Nagroda Akademii Filmowej Najlepsza aktorka drugoplanowa: 2006 Wierny ogrodnik
- Złoty Glob Najlepsza aktorka drugoplanowa: 2006 Wierny ogrodnik
- Nagroda Gildii Aktorów Ekranowych Najlepsza aktorka drugoplanowa: 2006 Wierny ogrodnik